# De stoeten Ostendenoare
De stoeten Ostendenoare is een naam die wordt gebruikt voor zowel een Oostends tijdschrift als een anarchistische actiegroep uit dezelfde stad.

## Tijdschrift
De stoeten Ostendenoare (stoeten is Oostends voor waaghals, lefgozer, durver) was van 1976 tot begin jaren negentig een onafhankelijk stadsblad in Oostende. Door de jaren heen bracht het enkele spraakmakende artikels en journalistieke reeksen.

## Actiegroep
In 2004 dook De Stoete Ostendenoare weer op als pseudoniem van een anarchistische actiegroep die een hand afzaagde van een beeld uit de beeldengroep De Drie Gapers (met centraal een ruiterstandbeeld van Leopold II) in Oostende. Verder werden ook een standbeeld van koning Boudewijn en het graf van James Ensor aangepakt. Deze acties hadden tot doel zowel het koloniale verleden van België als het koningshuis aan te klagen.

### De beeldengroep de Drie Gapers

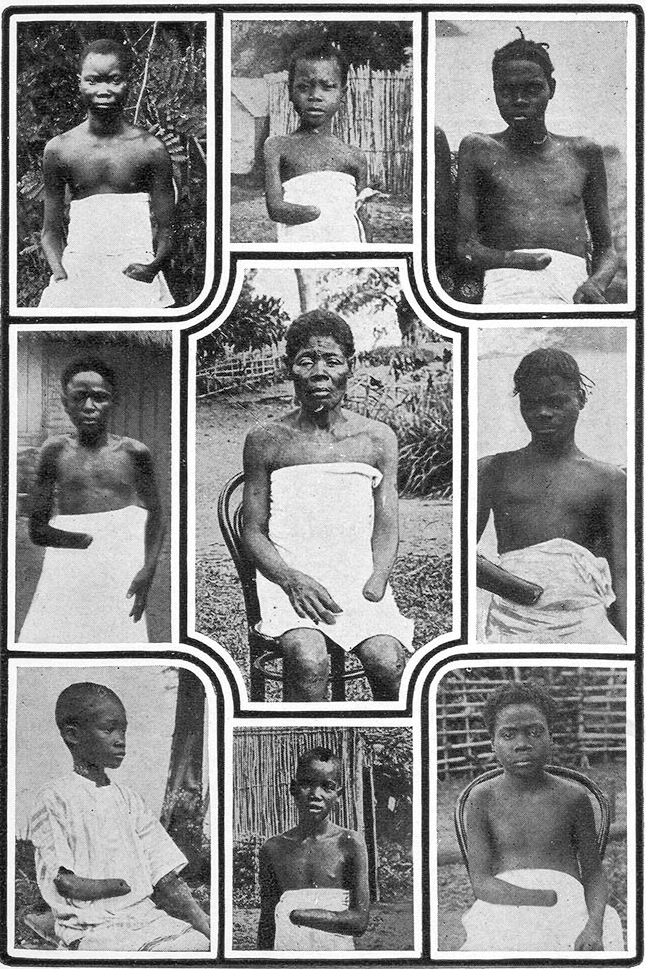
Congolezen die zijn verminkt door het Belgisch koloniaal bewind.

Op het bijschrift van de beeldengroep de Drie Gapers staat te lezen: “Dank van de Congolezen aan Leopold II om hen te hebben bevrijd van de slavernij van de Arabieren”. Volgens De Stoete Ostendenoare zou dit monument een propagandamiddel zijn dat de rol van de koning in Congo verbloemt. Ze proberen dat onder aandacht te brengen door hun actie, een verwijzing naar de gruweldaden die plaatsvonden tijdens de koloniale periode in Congo. Het stadsbestuur van Oostende besliste achteraf om het beeld niet te laten herstellen, omdat de schepen van ontwikkelingssamenwerking vond dat het monument in zijn nieuwe toestand beter beantwoordde aan de historische werkelijkheid. De Stoete Ostendenoare lieten later in een e-mail aan het stadsbestuur van Oostende weten dat ze de hand wilden teruggeven, op voorwaarde dat het bijschrift vervangen werd door de in de New York American (1906) gepubliceerde foto’s van Congolezen met afgehakte handen.

### De zaak rond Douglas De Coninck
Douglas De Coninck, een journalist voor onder andere De Morgen en Humo, spoorde in het verleden een lid van de actiegroep op om over de gebeurtenissen in Oostende een artikel te schrijven. Toen De Stoete Ostendenoare een prijs won van een republikeinse organisatie, vroeg de groep aan De Coninck om als tussenpersoon de medaille in ontvangst te gaan nemen. Onderzoeksrechter Gevaert riep nadien De Coninck bij zich ter ondervraging en eiste dat de journalist zijn bronnen bij De Stoete Ostendenoare onthulde. De Coninck weigerde dit en beriep zich op het journalistieke bronnengeheim. Daarop werd hij ervan beschuldigd bendeleider te zijn van de actiegroep.
Twee zaken werden achteraf onderzoeksrechter Gevaert kwalijk genomen: enerzijds had hij zijn verdachte in een interview met de pers 'een leugenaar' genoemd, anderzijds had hij het bronnengeheim proberen te omzeilen door de journalist als privépersoon aan te klagen in deze zaak. Na opschudding tussen pers en gerecht gaf Gevaert het dossier vrijwillig uit handen, in het besef dat zijn onpartijdigheid in gedrang was gekomen na zijn opmerking over de verdachte. Op 17 december 2008 stelde de Raadkamer van Brugge De Konick buiten vervolging, nadat het parket daar zelf om had verzocht.

## Voetnoten
1. ↑  Michael Meeuwis, Het activisme van de verminking, in: Forum, nr. 25, juni 2005
2. ↑  Jan Lippens, "De zaak-De Stoete Ostendenoare: Humo-journalist in verdenking gesteld als bendeleider", in: Humo, nr. 3472 12, 20 maart 2007
3. ↑   De Coninck, Douglas, Een zaagske, een beitelke. Afrika-Vereniging van de Universiteit Gent. Gearchiveerd op 19 maart 2009. Geraadpleegd op 1 augustus 2021.
4. ↑  Jan Lippens, Humo, nr. 3472 12
5. ↑  "Douglas De Coninck en de zaak-De Stoete Ostendenoare: onderzoeksrechter Gevaert stapt op", in: Humo, nr. 3475 15, 10 april 2007
6. ↑  Journalist 'De Morgen' toch geen 'bendeleider'[dode link], De Morgen, 1 december 2008